# Uea Island
Uea Island är en ö i Fiji.   Den ligger i divisionen Rotuma, i den norra delen av landet, 600 km norr om huvudstaden Suva. Arean är 0,79 kvadratkilometer.
Terrängen på Uea Island är lite kuperad. Öns högsta punkt är 235 meter över havet. Den sträcker sig 0,8 kilometer i nord-sydlig riktning, och 1,2 kilometer i öst-västlig riktning.